# Телесов, Кюгей Чырбыкчинович
Телесов, Кюгей Чырбыкчинович (4 июня 1937 — 28 сентября 2000) — алтайский писатель и поэт.

## Биография
Кюгей Телесов родился 4 июня 1937 года в селе Каспа (ныне Шебалинский район Республики Алтай). Высшее образование получил в Литературном институте имени Горького в Москве. Работал в газете «Алтайдыҥ чолмоны», на областном радио, в областном книжном издательстве (в том числе был его главным редактором) и в областном отделении Союза писателей.

## Творчество
Телесов является автором многочисленных сборников рассказов и повестей. К их числу относятся «Незабываемый день», «Следы на камнях», «Голос кукушки», «Где та дорога», «На перепутье дорог», «Осенние листья», «Не узнали», «Песня моя журавлиная». В этих произведениях он обращается к темам исторической судьбы алтайского народа в XX веке, проблем села, послевоенного детства, раздумий о человеке и его предназначении.
Крупнейшим произведением Телесова стал исторический роман «Катунь весной», охватывающий период с 1880-х по 1980-е годы.
Поэзия Телесова представлена сборниками «Белые лебеди» и «Красные волны».